# Stelarc

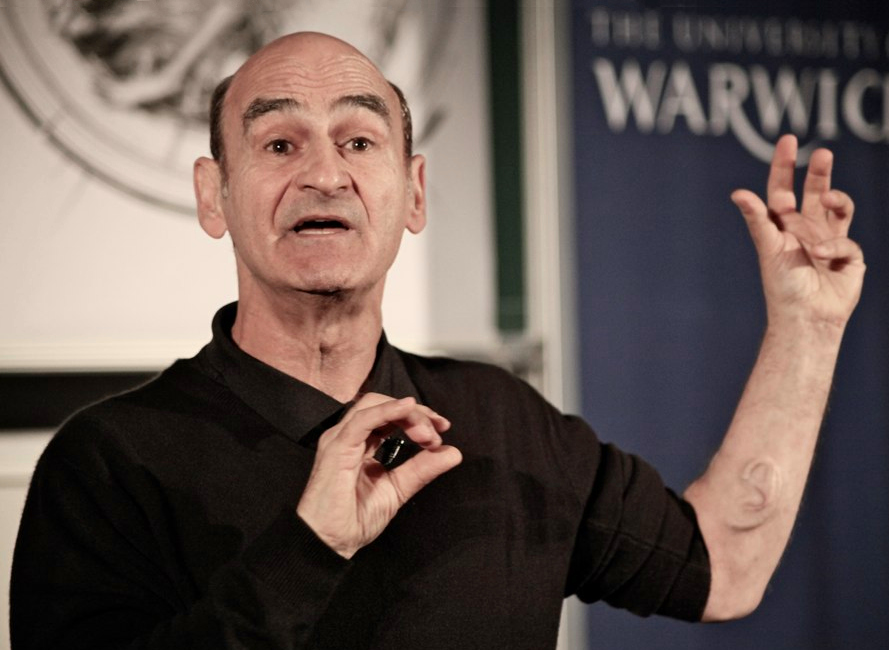
Stelarc (2011)

Stelarc (bürgerlicher Name Stelios Arcadiou; * 1946 in Limassol) ist ein zypriotisch-australischer Medien- und Performance-Künstler. Er studierte an der Monash University und der Universität Melbourne. Stelarc setzt sich schon seit rund 30 Jahren mit dem Verhältnis Mensch und Maschine auseinander. Seine Performances und Interfaces fokussieren den menschlichen Körper und die Beziehung zur Technologie. Er experimentiert mit Prothetik, Robotik, Virtual Reality Systemen und auch mit dem Internet.

## Philosophie
Der Mensch wie auch sein Körper ist in seinem Handeln von zahlreichen externen Faktoren abhängig und wird von diesen bestimmt. Erst wenn der Körper versagt, stellt sich beim Menschen ein Bewusstsein dafür ein. Um diese Unvollkommenheit des Körpers auszugleichen, stattet er sich seit jeher mit unterstützender Technik aus. Die ihr zugrunde liegende Technologie ist es, die den Menschen einzigartig macht. Stelarc nutzt die Technik als Mittel, um den eigenen Körper zu erweitern und ihn auszubauen, oder baut Technik in den Körper ein. Die Prothese ist kein Ersatz für fehlerhafte Körperteile, sondern verstärkt die Körperfunktionen. Der menschliche Körper als Ganzheit ist obsolet geworden. Die Entwicklung des Menschen geht hin zum Cyborg, einem Mensch-Maschine-Hybrid. Der Körper des Cyborgs besteht aus einem System von Körpern, organischen und technischen Komponenten. Die Seele oder der Geist des Menschen ist für Stelarc nur ein kulturelles Konstrukt. Die Persönlichkeit des Einzelnen ist durch die Interaktion mit Anderen bestimmt. Erst durch die Interaktion werden die Ideen des Menschen nach außen getragen und so entsteht wiederum ein System aus Komponenten, Individuen. Diese Philosophie der Physiologie setzt Stelarc in seinen Performances in die Realität um und arbeitet dabei mit seinem eigenen Körper.

## Performances

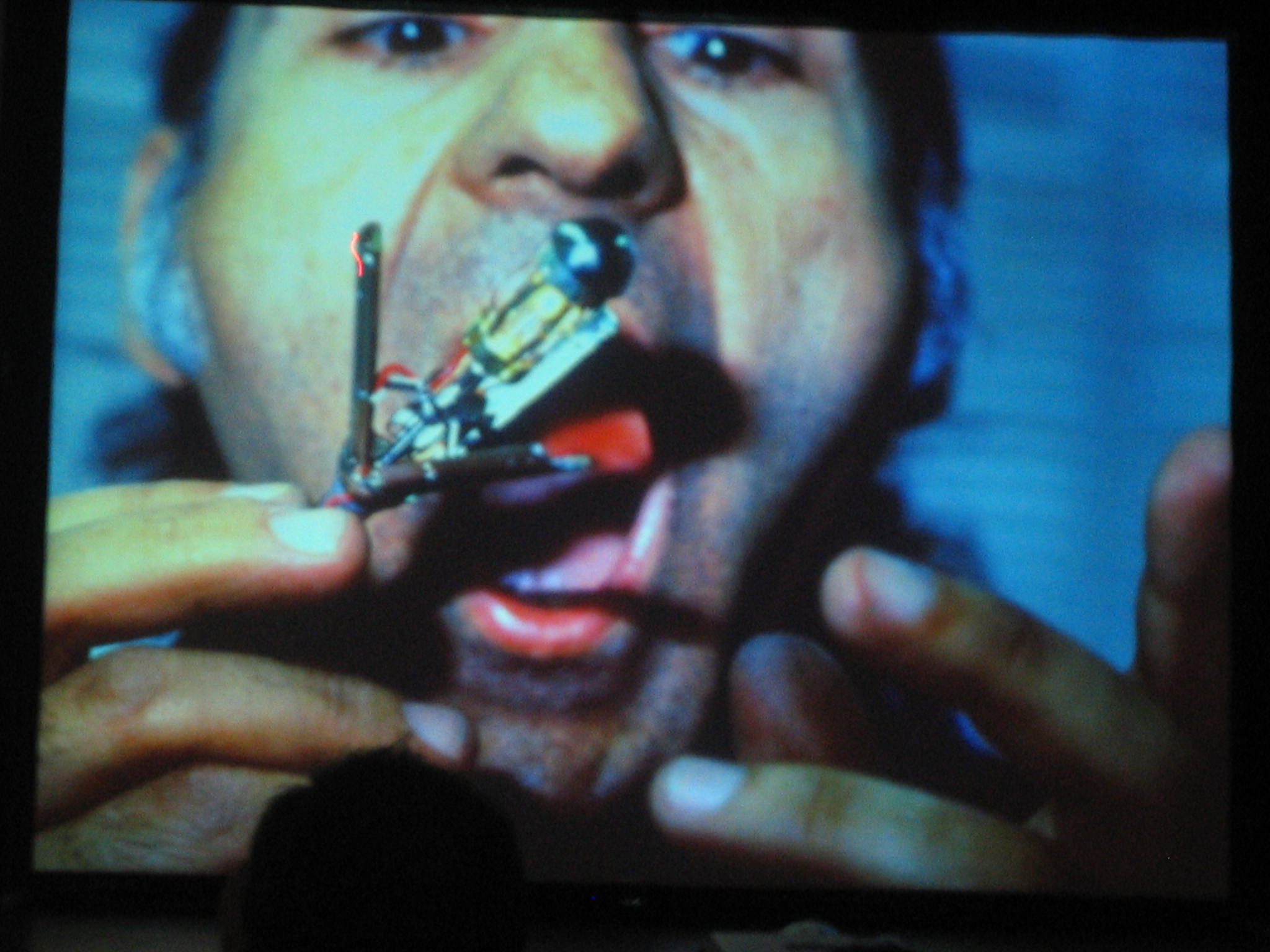
„Stomach Sculpture“

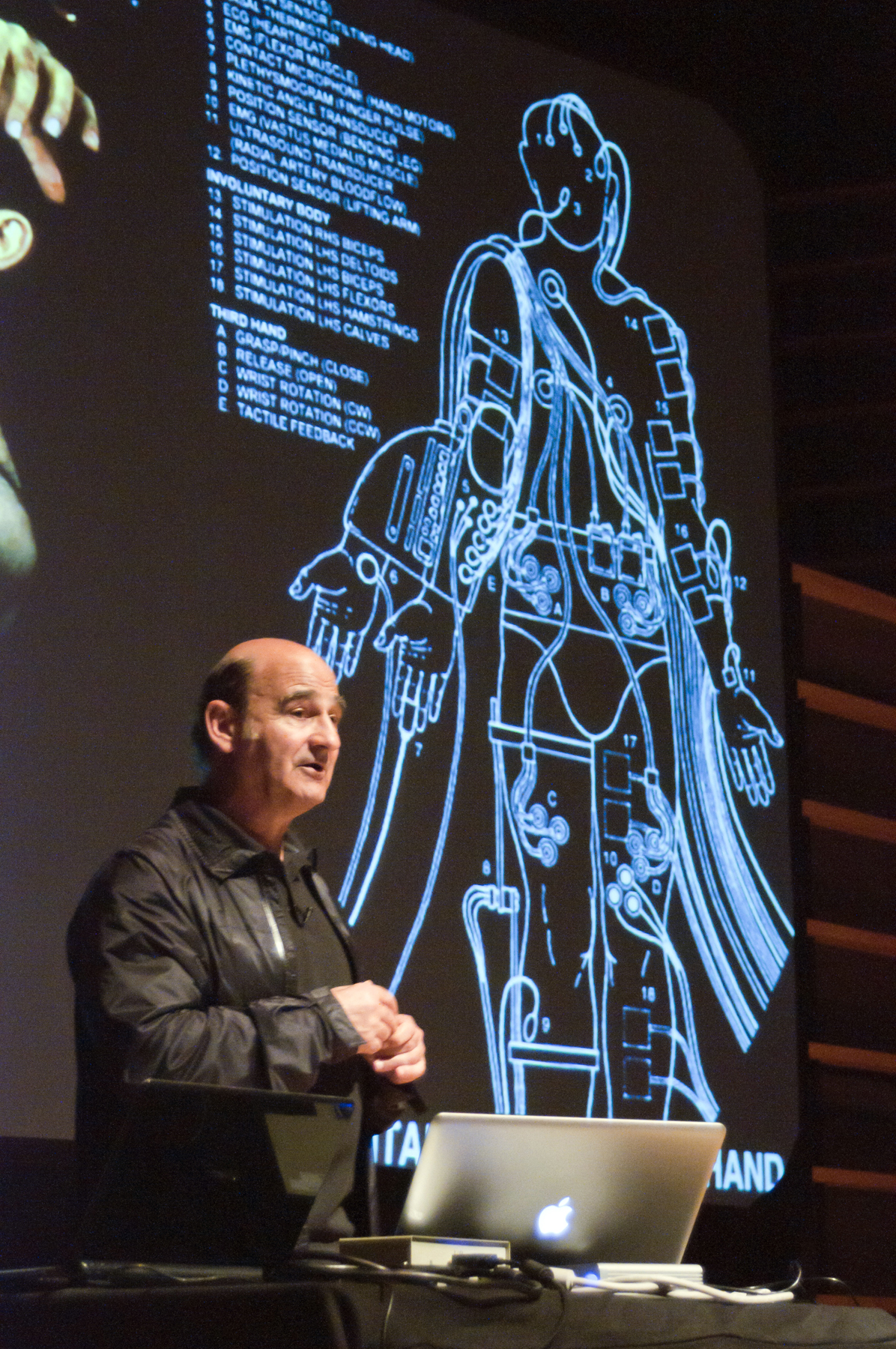
Stelarc in Montreal (2010)

Stelarc arbeitet parallel an verschiedenen Ideen und Projekten, immer wieder erprobt er die physischen Grenzen seines Körpers.
In den Aufhängeaktionen „Suspension“ versucht er, wenn auch nur rein visuell, die Gesetze der Schwerkraft aufzuheben. Mit Haken durchbohrte er seine Haut und ließ sich an diesen in die Luft heben. Diese Aktionen führte er mehrmals an verschiedenen Orten und mit verschiedenen Aufhängekonstruktionen durch. Durch das Durchstoßen erfährt die Haut eine Erweiterung. Sie ist nicht mehr die Grenze des Ichs. Die Wölbungen der Haut, die durch die Aufhängung an den Haken entstehen, visualisieren die Gesetze der Schwerkraft.
In den Performances „Fractal Flesh“, „Ping Body“ oder „Parasite“ verliert der Mensch die Kontrolle über seinen eigenen Körper. Dieser wird durch externe Agenten, zum Beispiel über einen Touch Screen, über die Antwortzeiten des Pingprotokolls oder über Informationen aus dem Internet, gesteuert. Stelarc beschreibt diese Erfahrung als „Bewegung ohne Erinnerung und ohne Wunsch“.
Mit „Parasite“ konstruiert Stelarc ein virtuelles Nervensystem, generiert aus Bildern aus dem Internet. Die Bilder werden auf den Körper projiziert und verursachen gleichzeitig eine Muskelstimulation. So entsteht eine widersprüchliche, gleichzeitig passive und aktive, Beziehung zu diesen Informationen.
Den Körper als Hohlform bearbeitet Stelarc in „Stomach Sculpture“. Dabei dringt er in das Körperinnere ein und fügt sein Kunstwerk in den Körper ein. Eine Kapsel wird in seinem Magen platziert. Die Kapsel sendet Licht und Töne aus, die über ein Endoskop sichtbar und hörbar gemacht werden können. Er greift in seinen Körper ein, nicht als Prothese oder aus medizinischen Zwecken, sondern als ästhetisches Werk.
„Third Hand“ setzt dem Körper eine dritte Hand auf, die über die Muskulatur der Beine gesteuert werden kann.
„Scale Ear“ soll ein drittes Ohr am Arm des Künstlers entstehen lassen. Aus menschlichen Zellen wird diese weiche Prothese gezüchtet. Eine partielle Lebensform könnte so in den Körper integriert werden und somit seine Ganzheit in Frage stellen. Dieses Ohr sollte selbst nicht hören können, sondern im Gegensatz Töne erzeugen.
„Prosthetic Head“ kommt ohne physischen Körper aus. Ein virtueller 3D-Kopf verkörpert einen Agenten, dessen Aufgabe es ist, seinen Betrachter in ein Gespräch zu verwickeln. Der Kopf, ausgestattet mit Echtzeit-Lippensynchronisation und Sprachsynthese, verweist auf die Vorstellung von Bewusstsein und Identität und steht dem hohlen und unvollständigen physischen Körper gegenüber.

### Liste der Performances 1970–2003
- Muscle Machine
- Scale Ear
- Prosthetic Head
- Hexapod
- Alternate Interfaces
- Movatar
- Exoskeleton
- Extra Ear
- Parasite
- Ping Body
- Url Body
- Third Hand
- Robot Arm
- Virtual Arm
- Stimbod
- Stomach Sculpture
- Virtual Body
- Suspension
- Amplified Body

## Auszeichnungen
- 1995: Forschungsstipendium, Visual Arts/Craft Board, the Australia Council
- 1997: Ehrenprofessur an der Carnegie Mellon University für Art and Robotics, Pittsburgh
- 1998: Artist in Residence für die Stadt Hamburg
- 2000: Ehrentitel of Laws, Monash University
- 2003: Artist in Residence, Fakultät für Art and Design, Ohio State University, Columbus
- 2006: Forschungsbeauftragter, Abteilung Performance Arts Digital Research an der Nottingham Trent University
- 2010: Ars Electronica Golden Nica in der Kategorie „Hybrid Art“, Linz, Österreich.[1]